# Hedvika Břežská (dcera Ludvíka I. Břežského)
Hedvika Břežská byla osvětimská kněžna. Pocházela z dynastie slezských Piastovců, byla dcerou břežského knížete Ludvíka I. a jeho manželky Anežky Hlohovské.

## Manželství a potomci
Byla provdána za osvětimského knížete Jana II. Z manželství vzešly tři děti:
- Jan III. Osvětimský († 1405), osvětimský kníže
- Anna Osvětimská († 1440/41), manželka Půty II. z Častolovic a Alexandra Litevského
- Kateřina Osvětimská († po 5. listopadu 1403), paní Hlivic